# Bob Sura
Robert Sura Jr. (né le 25 mars 1973, à Wilkes-Barre, Pennsylvanie) est un ancien joueur américain de basket-ball de NBA.
Il mesure 1,96 m et évoluait au poste de meneur de jeu. Sura joua à G. A. R. Memorial Junior Senior High School à Wilkes-Barre.
Sura intégra ensuite l'université d'État de Floride, jouant dans la même équipe que les joueurs NBA Charlie Ward et Sam Cassell.
Sura fut sélectionné au 17e rang par les Cavaliers de Cleveland lors de la draft 1995. Sa meilleure saison avec les Cavaliers fut la dernière, avec 13,8 points par match durant la saison 1999-2000. Il fut ensuite transféré aux Warriors de Golden State. Il évolua également sous le maillot des Pistons de Détroit, des Hawks d'Atlanta et des Rockets de Houston.
Il marqua son passage avec les Hawks en réalisant trois triple-double consécutifs ; le 3e étant annulé par la ligue lorsqu'il manqua volontairement son lay-up afin d'obtenir son 10e rebond.
Sura a participé au Three-point Shootout lors du All-Star Weekend 2000, ainsi qu'au Slam Dunk Contest. Sura a totalisé 8,6 points par match en carrière. En 2004-2005, il mit un terme à sa carrière pour cause de blessure, il avait compilé 10,3 points, 5,3 rebonds et 5,5 passes décisives.
Son maillot fut retiré à Florida State en 2007, où il est toujours le meilleur marqueur de l'école.